# MG J/P-Type Midget

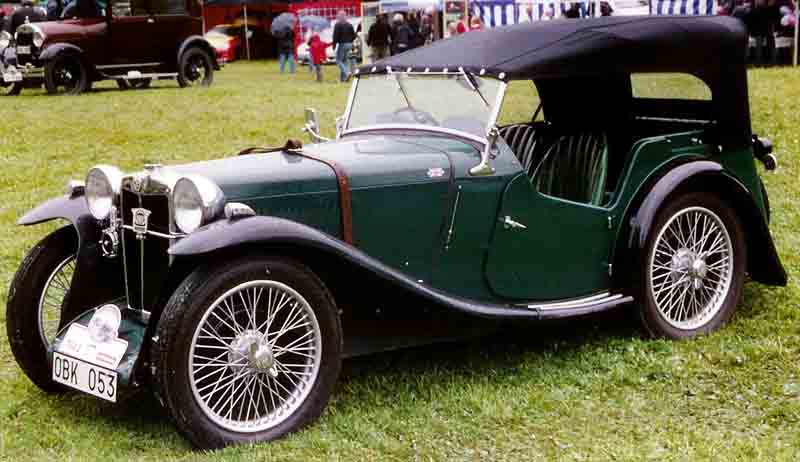
MG P-Type four-seater.

MG J/P-Type Midget är en serie sportbilar, tillverkade av den brittiska biltillverkaren MG mellan 1932 och 1936.

## J-Type
Från 1932 ersattes M-Type av den nya J-Type, som fortsatte på den inslagna linjen. Den nya bilen hade starkare motor och nedskurna dörrar, för att göra mer plats i det trånga passagerarutrymmet. Från 1933 ersattes de enkla cykelskärmarna av de långsvepta framskärmar som skulle karaktärisera alla Midget-modeller fram till den sista TF:n.
J-Type tillverkades i två versioner: den fyrsitsiga J1 och den tvåsitsiga J2. Produktionen uppgick till 380 J1 och 2 083 J2.
J3 och J4 var tävlingsversioner av J-Type, försedda med kompressormatade motorer.

## P-Type
1934 vidareutvecklades J-Type till P-Type, med kraftigare chassi och motor. 1935 kom PB med större motor.
Produktionen uppgick till 2 000 PA och 526 PB.

## Motor
Midget var försedd med den lilla radfyran med överliggande kamaxel som Wolseley konstruerat till Morris Minor. Tidiga motorer hade bara tvålagrad vevaxel, vilket varit tillräckligt för den svaga Minorn. Men i de kraftigare MG-motorerna var vevaxeln alltför klen och kunde leda till motorhaveri.
Med P-Type åtgärdades detta genom att motorn äntligen försågs med trelagrad vevaxel.
| Modell | Motor               | Cylindervolym | Effekt | Bränslesystem       |
| ------ | ------------------- | ------------- | ------ | ------------------- |
| J-Type | 4-cyl radmotor SOHC | 847 cm³       | 35 hk  | Dubbla SU förgasare |
| PA     | 4-cyl radmotor SOHC | 847 cm³       | 36 hk  | Dubbla SU förgasare |
| PB     | 4-cyl radmotor SOHC | 939 cm³       | 43 hk  | Dubbla SU förgasare |